# دريسية (مركبة)

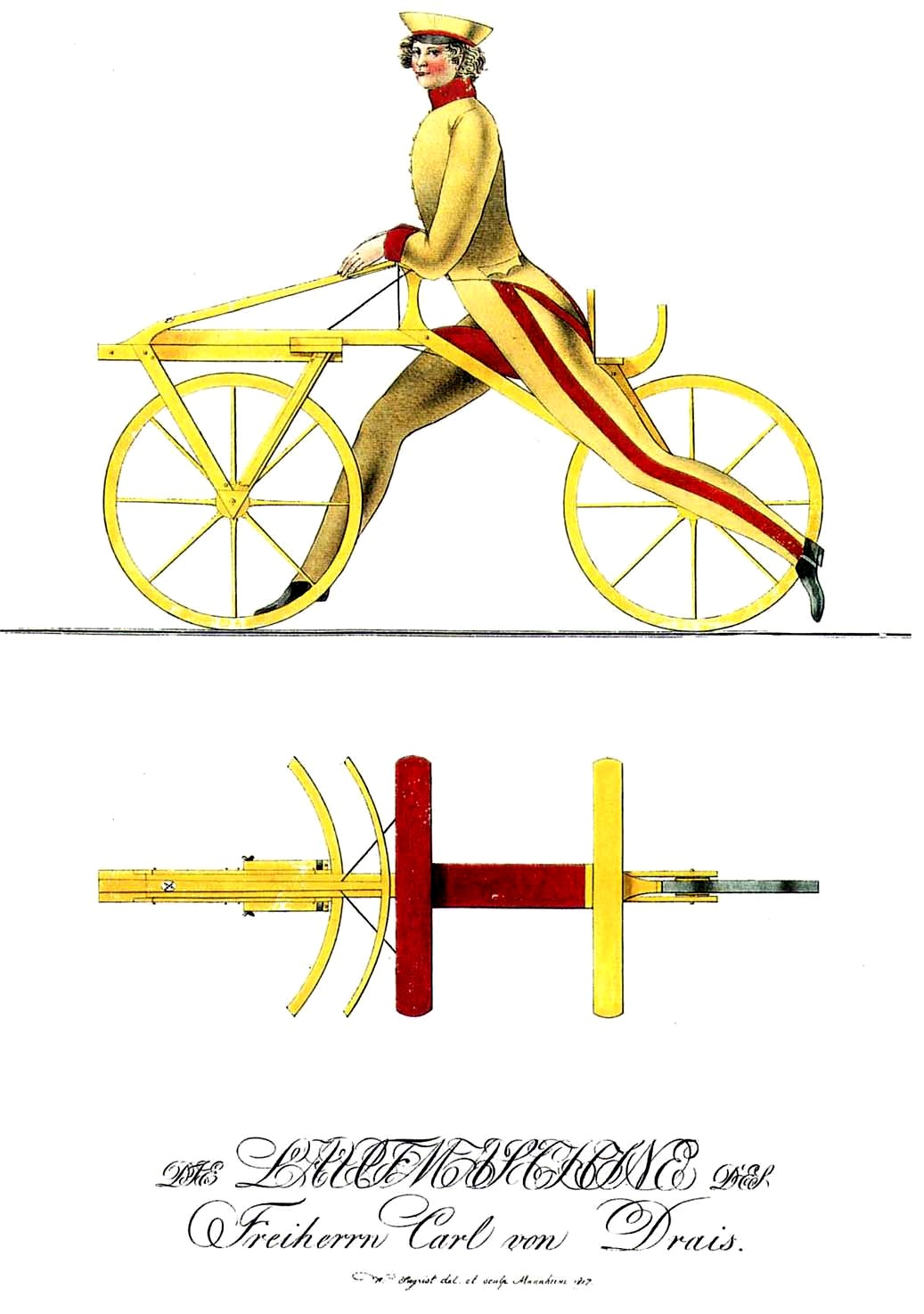
رسم للدريسية الأصلية من عام 1817.

الدَّرِيسِيَّة (بالإنجليزية: Dandy horse)‏ (بالفرنسية: Draisienne)‏ هي عربة تعمل بالطاقة البشرية وتعتبر أول وسيلة تنقل تستخدم مبدأ العربة ذات العجلتين. الدريسية هي سلف الدراجة الهوائية الثنائية، حيث تُشَغَّل الدريسية بوضع أقدام السائق على الأرض بدلًا من الدواسات.

## تاريخ
اخترع الألماني كارل درايس الدريسية في مانهايم بألمانيا تحت اسم دْرَايْزِينه (بالألمانية: Draisine)، وحصل على براءة اختراع لها في فرنسا في عام 1818.